# Letana atomifera
Letana atomifera är en insektsart som först beskrevs av Brunner von Wattenwyl 1878.  Letana atomifera ingår i släktet Letana och familjen vårtbitare. Inga underarter finns listade i Catalogue of Life.